# Spoladea recurvalis
Spoladea recurvalis là một loài bướm đêm thuộc họ Crambidae. Nó hiện diện khắp thế giới nhưng chủ yếu ở xứ nhiệt đới.
Sải cánh dài 22–24 mm. Con trưởng thành bay từ tháng 5 đến tháng 9 tùy theo địa điểm.
Ấu trùng ăn Spinach, Beet, Cotton, Maize và Soybean.

## Hình ảnh

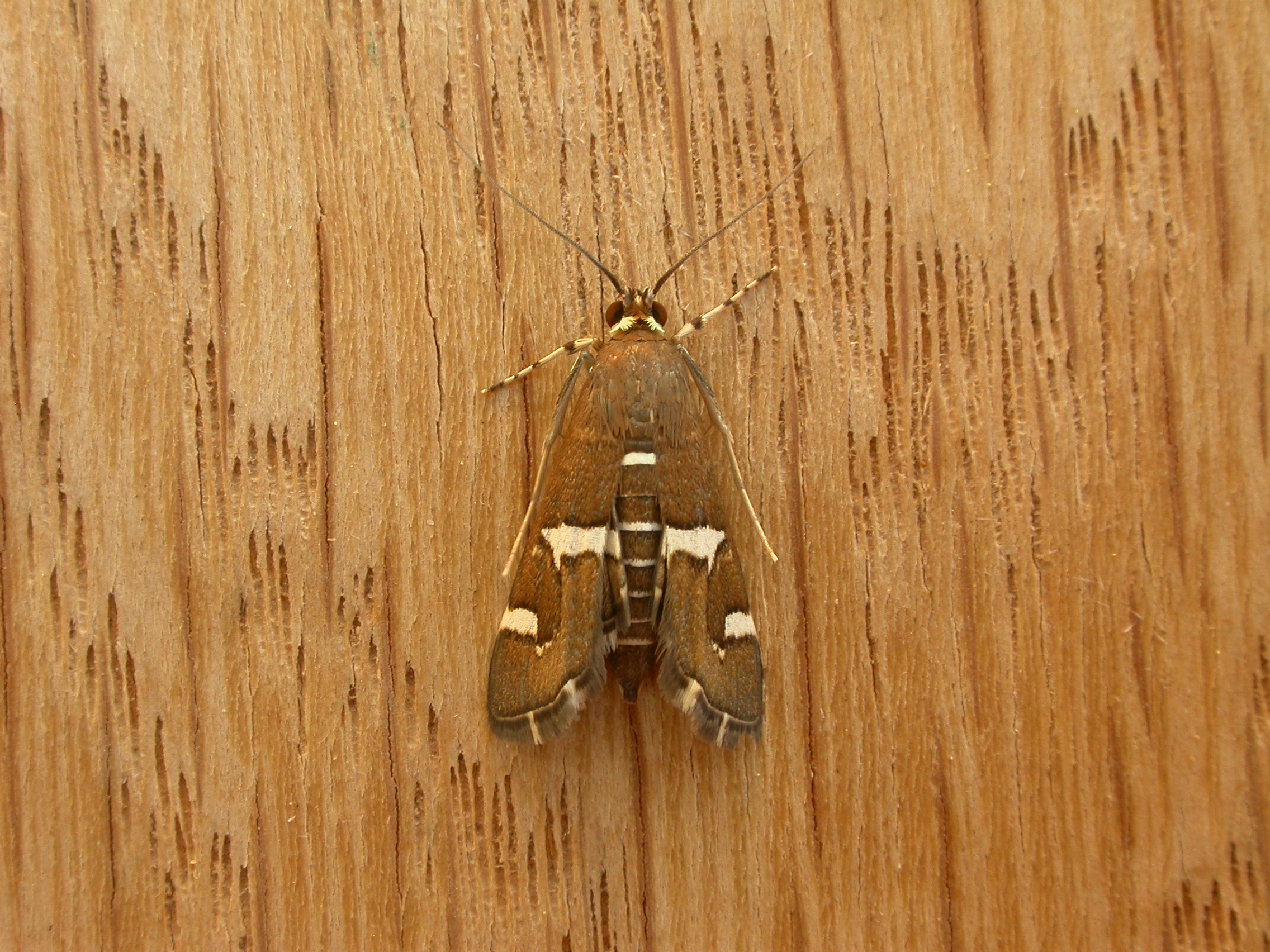
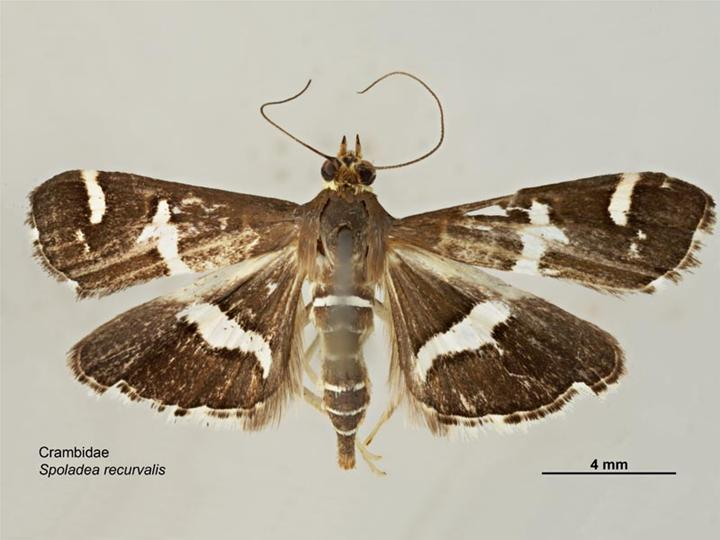
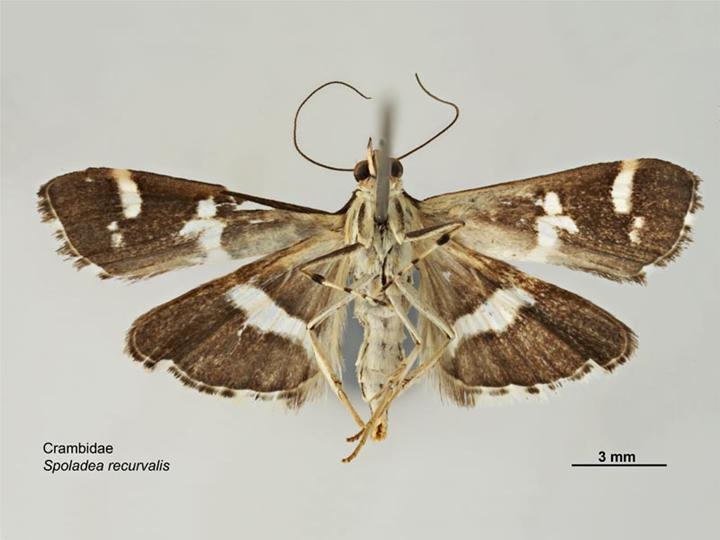
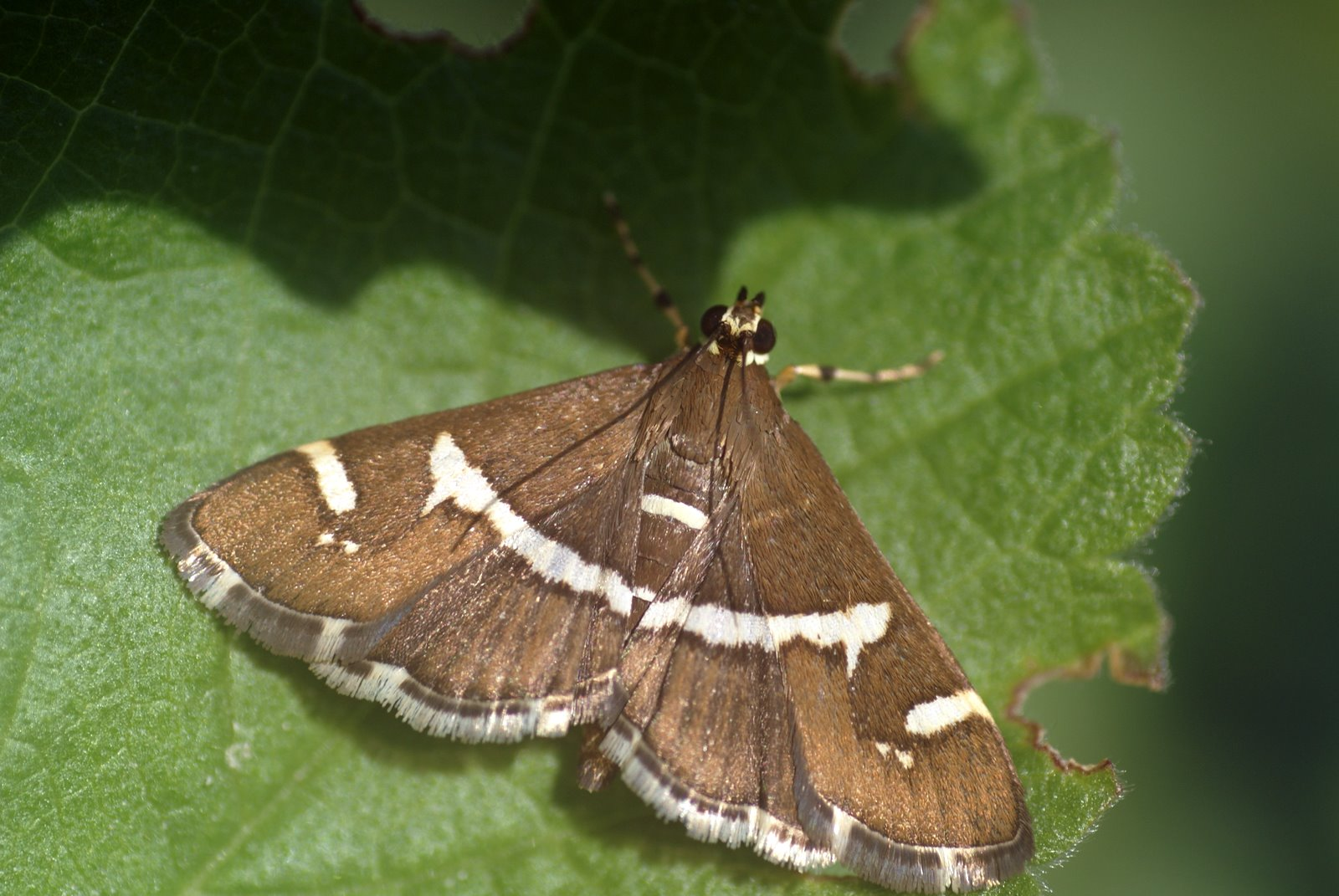
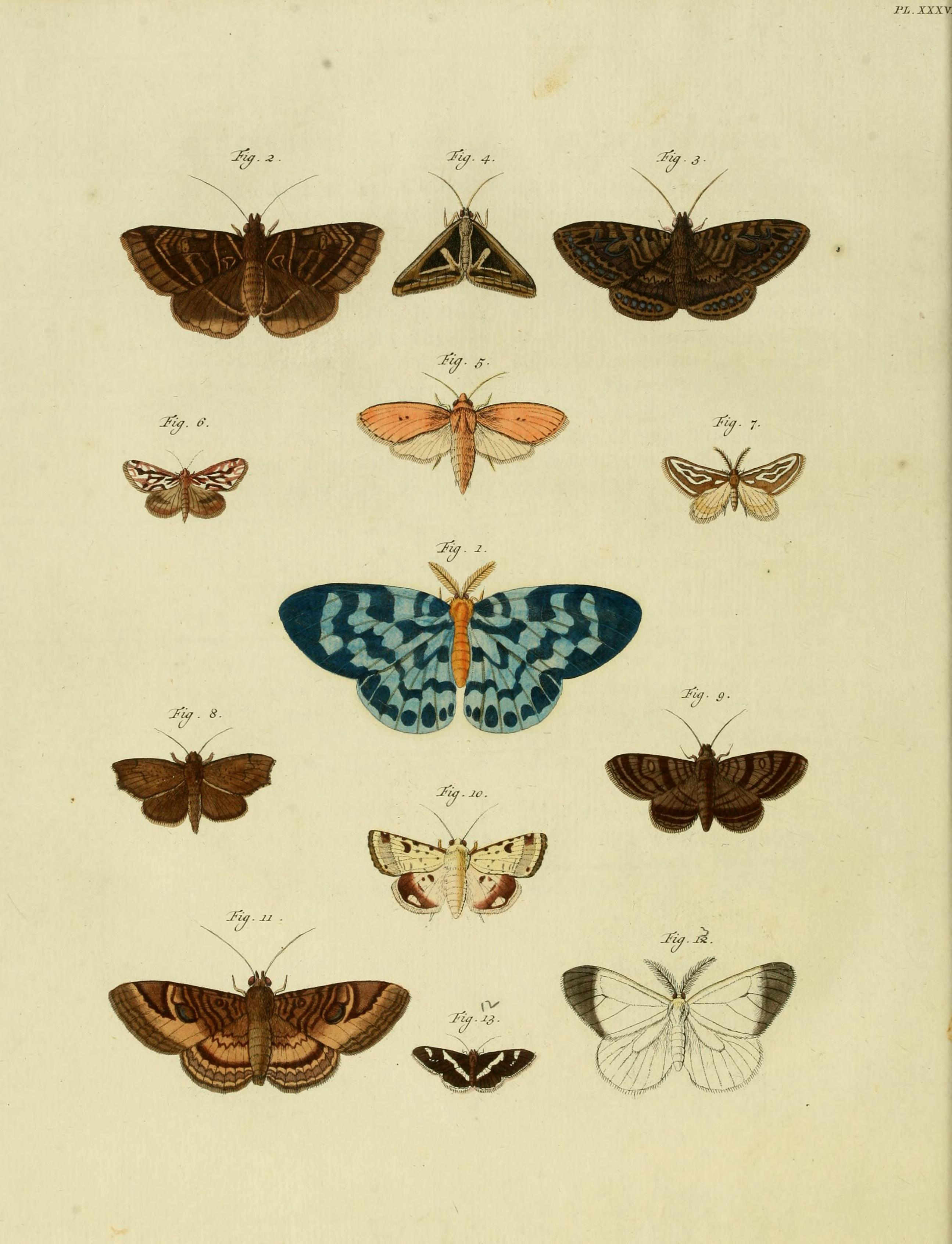